# 南琛号无防护巡洋舰
“南琛”号无防护巡洋舰是为清朝新式海军建造的一艘无防护巡洋舰。该舰舰体由德国基尔的霍瓦兹船厂建造，而舰载武器则由英国埃尔斯威克的阿姆斯特朗·惠特沃斯安装。本舰是以“开济”号为原型设计建造的南琛级中的首舰，另有一艘姊妹舰为“南瑞”号。在设计建造期间，该舰就已经被西方列强认为过时。
在1884至1885年中法战争期间，本舰最初隶属于驻扎在南京的江防舰队。战争爆发后“南琛”号随即加入海军巡洋舰部队，南下参与瓦解法国海军对台湾岛的封锁。其中参加的最著名战事就是石浦战役。战斗结束后，“南琛”号被困锁在宁波港直到战争结束。1911年，该舰被革命军海军部队收编，随后加入辛亥革命。该舰最终在1919年被废弃。

## 设计
与当时从欧洲船厂订购的其他清政府新式海军舰艇相比，南琛级无防护巡洋舰的设计相对简单。该舰级两舰与“开济”号巡洋舰很相似，但是由钢铁建造而不是木材。“南琛”号及其姊妹舰“南瑞”号在建造时都已经被西方各国认为过时了。同时期清政府海军还向西方各国订购了装甲巡洋舰以及防护巡洋舰，如“致远”号。
“南琛”号总长275.5英尺（84.0），舷宽37.5英尺（11.4米），吃水深15英尺（4.6米），排水量2,200長噸（2,200公噸），通常配有250名军官和士兵。除了一条安装在舰体吃水线位置上的软木带之外，本舰没有安装装甲。 

### 动力
本舰动力来自8台锅炉为1台复合膨胀蒸汽机提供蒸汽，产生2,400匹指示馬力（1,800千瓦特）动力驱动单轴螺旋桨。最高速度可达15節（28每小時；17英里每小時）。与作为蓝本的开济级不同，前者仅有一根烟囱，“南琛”号则有两根。

### 武装
“南琛”号最初的武器装备包括两门8.2英寸（21）阿姆斯特朗后膛炮，8门4.7英寸（12）阿姆斯特朗后膛炮以及一些霍奇基斯炮。两门大口径火炮被安装在烟囱前方的舷台上，而较小口径的阿姆斯特朗炮则作为舷侧火力安装在舰中部、艏楼和艉楼上，以及艉楼前方的舷台上。虽然本级两舰都是在德国下水的，但是舰载武器则是由阿姆斯特朗·惠特沃斯公司在英国埃尔斯威克的造船厂进行安装。到了1884年，舰上又装备了一艘鱼雷艇。本舰级两艘舰都配备了撞角，并提高了艏楼和船尾甲板。

## 服役
1883年早些时候，清政府向德国基尔的霍瓦兹-德意志造船厂订购了两艘巡洋舰。在1883年12月12日“南琛”号下水时，由于中法战争即将爆发，当时德国当局正在阻止包括定远级铁甲舰在内的中国舰只离境。而“南琛”号因在当时是未武装的状态，得以获准前往英国安装火炮。船到英国后，英国当局最初对该舰实施了禁令，但考虑到该舰此时的装备与法国海军相比已经过时，最终准许对其进行火炮安装。
尽管如此，英国政府还是拒绝批准“南琛”号在火炮安装完成后进行试射。因此直到1884年7月，也就是战争即将开始时，“南琛”号才抵达中国长江水域并进行了火炮测试。直到此时才发现，舰体需要进行结构加强才能支撑火炮进行最大装药量射击。为此，“南琛”号及其姊妹舰都被送往江南制造局进行加固工程。尽管存在各种问题，这些德国制造的巡洋舰在当时仍然受到中国当局的高度重视。

### 中法战争
1884年8月中法战争爆发后，“南琛”号和“南瑞”号被派遣与“开济”号一起保护南京。当时的清政府军官们普遍认为法军即将攻击南京，但法国海军反而攻击台湾，并在那里建立了军事封锁。中国军队被集结起来驱逐岛上的封锁，其中包括两艘南琛级巡洋舰、“开济”号、“驭远”号以及小型风帆战船“澄庆”号。这支舰队由统领吴安康指挥，在上海集结并于1884年12月启航。期间，吴安康并没有立即与法军交战，而是花了一些时间召集船员，直到第二年二月才与法军接触。
中方舰队以“开济”号为旗舰，采用V字形编队发动攻击。然而，他们很快意识到自己在火力上不及法军，于是决定撤退。与此同时，速度较慢的“驭远”号和“澄庆”号在大雾中跟丢三艘巡洋舰后选择撤退至石浦湾，最终导致石浦之役爆发。“南琛”号、“南瑞”号和“开济”号则向北航行至宁波港，并在此与“超武”号炮舰以及“元凯”号运输舰会合。此后，五艘中方舰船被法军分舰队封锁在港内。1885年3月，双方进行了一些零星的炮火交战，这也是“南琛”号最后一次参与实战。

### 结局
1911年武昌起义爆发时，“南琛”号停泊在上海杨树浦江面。之后于11月4日在江南制造局附近江面转向革命军。1912年1月，“南琛”号与“海容”号以及“海琛”号等一起组成北伐舰队，受孙文命令从上海出发参加北伐。1916年被重新划归为第一舰队。1917年3月海军部改编海军舰艇时，本舰被编入巡洋舰队。最终于1919年被拆解。

## 脚注

### 引文
1. ↑  Wright (2000)，第53、56頁.
2. 1 2 3  陈悦 (2018)，第329頁.
3. 1 2 3 4  杨东梁 (2015)，第116頁.
4. ↑  李鑫 (2015)，第7頁.
5. 1 2 3 4 5  Chesneau & Kolesnik (1979)，第396頁.
6. 1 2 3 4  Wright (2000)，第56頁.
7. ↑  Wright (2000)，第182頁.
8. ↑  Wright (2000)，第54頁.
9. ↑  Van Nostrand (1884)，第84頁.
10. ↑  Wright (2000)，第57頁.
11. ↑  Wright (2000)，第63頁.
12. 1 2 3  Wright (2000)，第64頁.
13. ↑  Wright (2000)，第65頁.
14. ↑  中国航海学会 (1989)，第495頁.
15. ↑  中国航海学会 (1989)，第495-496頁.
16. ↑  郑新清 (2016)，第170頁.
17. 1 2  陈悦 (2015)，第52頁.
18. ↑  罗华彤 (2001)，第13頁.
19. ↑  中国航海学会 (1989)，第496頁.
20. ↑  记工 (2006)，第60頁.
21. ↑  苏文菁 (2013)，第16頁.